# Newtownabbey
Newtownabbey (Baile na Mainistreach ou Baile Úr na Mainistreach en irlandais) est une ville d'Irlande du Nord, d'une population de 62 056 habitants en 2001. La ville est située dans le comté d'Antrim, et fait partie du Grand Belfast. Elle est séparée de Belfast par Cave Hill. Il s'agit d'une zone résidentielle.

## Histoire
Newtownabbey est fondée le 1er avril 1958 à partir de 7 villages :  Carnmoney, Glengormley, Jordanstown, Monkstown, Whiteabbey, Whitehouse et Whitewell, qui dépendaient auparavant du Belfast Rural District Council.
Pendant le conflit nord-irlandais, des meurtres sont commis par des troupes paramilitaires.

## Climat
| Mois                              | jan. | fév. | mars | avril | mai | juin | jui. | août | sep. | oct. | nov. | déc. |
| --------------------------------- | ---- | ---- | ---- | ----- | --- | ---- | ---- | ---- | ---- | ---- | ---- | ---- |
| Température minimale moyenne (°C) | 2    | 2    | 3    | 4     | 6   | 9    | 11   | 11   | 10   | 7    | 5    | 3    |
| Température maximale moyenne (°C) | 8    | 8    | 10   | 12    | 14  | 16   | 18   | 18   | 16   | 13   | 10   | 8    |
| Précipitations (mm)               | 67   | 55   | 58   | 60    | 64  | 69   | 75   | 81   | 63   | 80   | 72   | 68   |

| Diagramme climatique                                  |      |       |       |       |       |        |        |        |       |       |      |
| J                                                     | F    | M     | A     | M     | J     | J      | A      | S      | O     | N     | D    |
| 8267                                                  | 8255 | 10358 | 12460 | 14664 | 16969 | 181175 | 181181 | 161063 | 13780 | 10572 | 8368 |
| Moyennes : • Temp. maxi et mini °C • Précipitation mm |      |       |       |       |       |        |        |        |       |       |      |

## Transports
La ville est traversée par les lignes de train NI Railways de Belfast à Derry et de Belfast à Larne, qui marquent l'arrêt à l'une des trois gares de la ville.
Les autoroutes M2 et M5 traversent la ville.

## Jumelage
Newtownabbey est jumelée avec :
- Rybnik, Pologne (depuis le 18 octobre 2003)[1]
- Dorsten, Allemagne[2]
- Gilbert, Arizona, États-Unis